# Antimeridià
|  | Per a altres significats, vegeu «Meridià 180». |

Un antimeridià és un meridià exactament oposat a qualsevol meridià de referència, és a dir, el meridià situat a 180° de distància d'aquell.
Els exemples més coneguts d'antimeridians són:
- L'antimeridià del meridià de Greenwich (longitud 0°), que és el meridià 180, que coincideix fugaçment amb la línia internacional de canvi de data.
- L'antimeridià de Tordesillas, una referència usada en l'aplicació del Tractat de Tordesillas que creuava les illes Moluques i que va servir com a límit entre els hemisferis portuguès i espanyol a tot el món, tant en relació amb Amèrica del Sud com al Llunyà Orient.[1]